# Megaselia naevia
Megaselia naevia är en tvåvingeart som beskrevs av Borgmeier 1962. Megaselia naevia ingår i släktet Megaselia och familjen puckelflugor. Inga underarter finns listade i Catalogue of Life.